# Johann Bauser

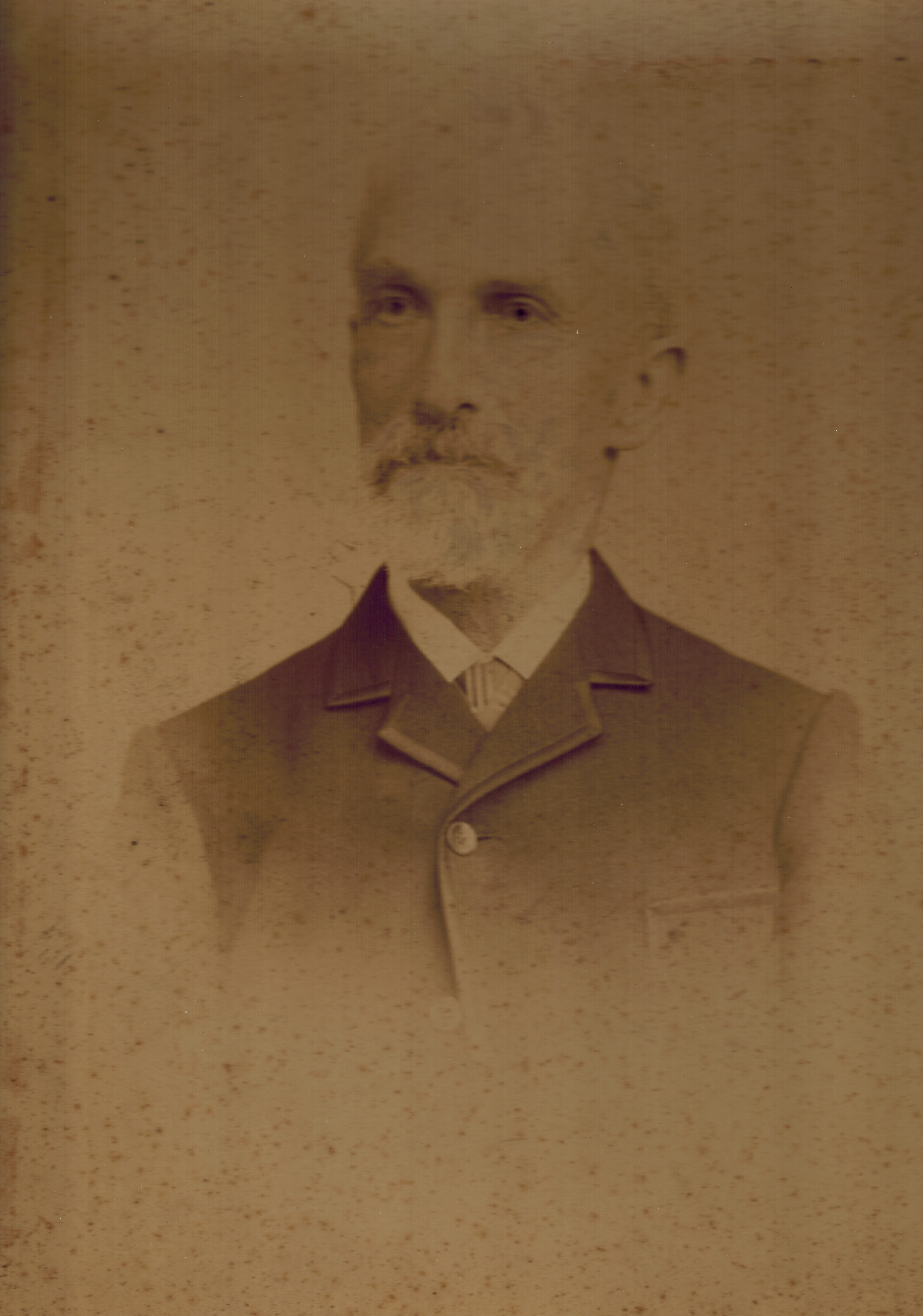
Johann Bauser

Johann Bauser (* 26. November 1827 in Wehingen; † 11. September 1899) war von 1875 bis 1879 Bürgermeister von Neustadt im Schwarzwald sowie von 1871 bis 1891 Kassier der dortigen Sparkasse.

## Leben
Bauser kam 1849 als junger Uhrmacher nach Neustadt. Er betrieb ein Ladengeschäft und gründete eine Uhrmacherschule.
1871 wurde er zum Kassier und ersten hauptamtlich Beschäftigten der Bezirkssparkasse Neustadt. Damit leitete er das Geldinstitut, aus dem später die Sparkasse Hochschwarzwald hervorgehen sollte, unter anderem während der Währungsunion 1876 als Folge des Deutschen Münzgesetzes von 1873. Während seiner Dienstzeit stieg die Anzahl der Kunden von 2015 auf 5268 sowie der Wert ihrer Spareinlagen von 595.000 auf 7.060.000 Mark.
Ab 1868 war er zudem als ehrenamtlicher Ratschreiber tätig, bevor er am 11. Dezember 1875 durch den Gemeinderat zum Bürgermeister gewählt wurde. Am 1. Februar 1879 wurde sein Nachfolger gewählt. Grund für das Ende seiner Amtszeit dürfte das Badische Sparkassengesetz gewesen sein, das keine weitere Betätigung in kommunalen Ämtern erlaubte. In der Neustädter Hauptstraße ließ er in den Jahren 1892 bis 1893 den damaligen Hauptsitz der Sparkasse im Stil des Neoklassizismus errichten.

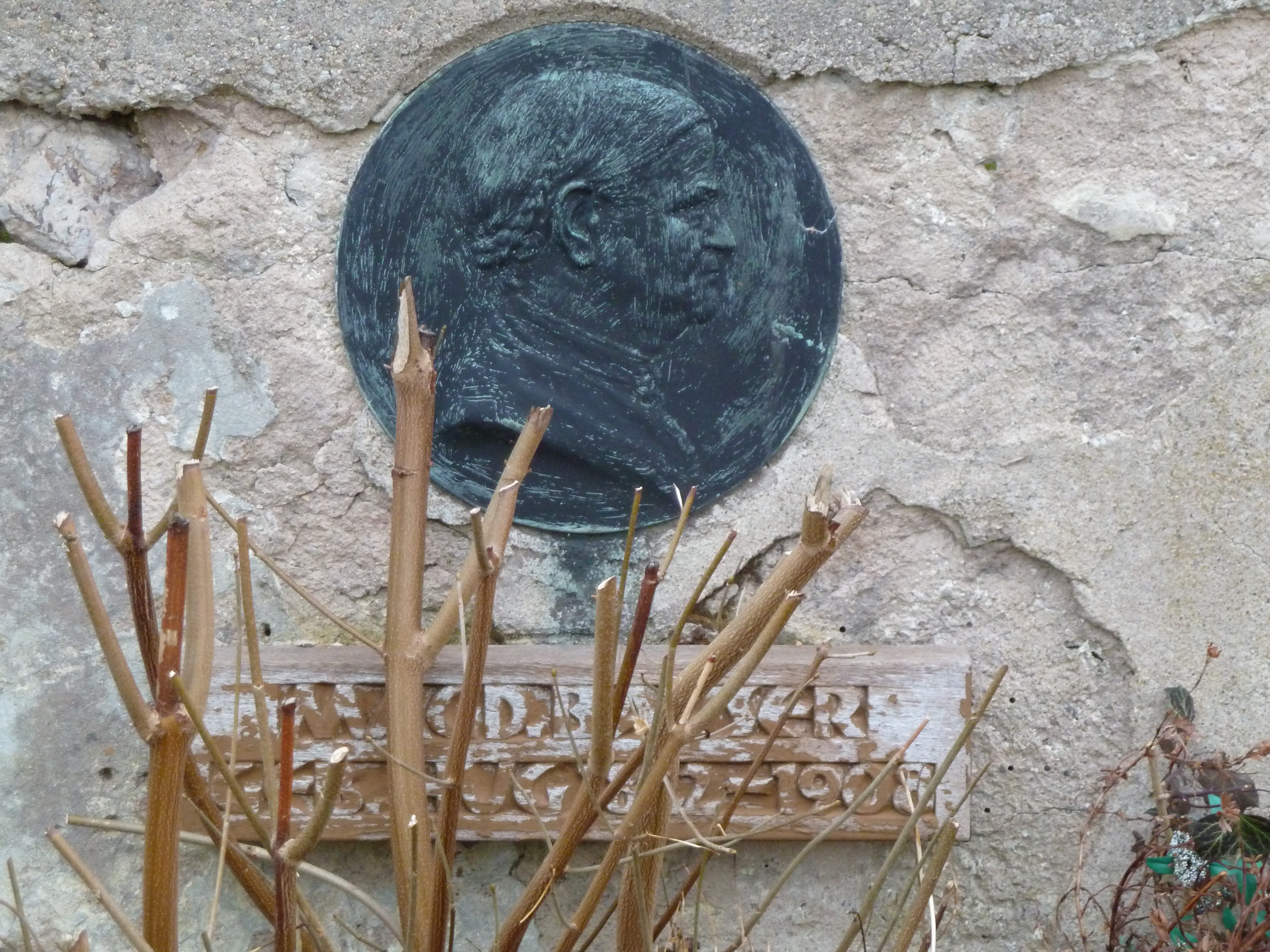
Bildnismedaillon von Magdalena Bauser auf dem Neustädter Friedhof

Bauser verstarb am 11. September 1899. Sein Grab auf dem alten Neustädter Friedhof auf der Allmend steht unter Denkmalschutz. Die ehemals dort angebrachten Bildnismedaillons, die ihn und seine Frau Magdalena (* 26. Juni 1822 als Magdalena Hug) zeigen, stammen vermutlich von seinem Sohn, dem Bildhauer Heinrich Bauser (1858–1942). Nachdem das zuvor entwendete Medaillon mit Johann Bausers Porträt im Jahr 2011 an die Stadt zurückgegeben wurde, wird es im Stadtarchiv aufbewahrt, während das mit dem Bildnis seiner Frau weiterhin an der Friedhofsmauer installiert ist, zumindest bis zur geplanten Umgestaltung des Friedhofs nach Ablauf der verbleibenden Nutzungsrechte an bestehenden Gräbern und Grabstätten im Jahr 2024.[veraltet]